# Auður Ava Ólafsdóttir
Auður Ava Ólafsdóttir, född 1958 i Reykjavik, är en isländsk författare och konsthistoriker.

## Biografi
Auður Ava Ólafsdóttir har studerat konsthistoria i Paris och är nu bosatt i Reykjavik där hon utöver sitt författarskap är verksam som konsthistoriker vid Islands universitet samt intendent vid Islands universitets konstsamlingar.

## Priser och utmärkelser
- Tómas Guðmundssons litteraturpris 2004
- Menningarverðlaun DV 2008
- Nominerad till Nordiska rådets litteraturpris 2009[2]
- Prix Page des libraires 2010 (bokhandlarnas pris)[3]
- Prix des libraires du Québec 2011 (i kategorin "utanför Québec")[4]
- Nordiska rådets litteraturpris 2018[5]